# Parasphyraenops atrimanus
Parasphyraenops atrimanus là một loài cá biển thuộc chi Parasphyraenops trong họ Cá mú. Loài này được mô tả lần đầu tiên vào năm 1912.

## Phân bố và môi trường sống
P. atrimanus có phạm vi phân bố rất nhỏ hẹp ở vùng biển Tây Đại Tây Dương. P. atrimanus ban đầu được cho là một loài đặc hữu của vùng Bermuda (Johnson và Smith-Vaniz, 1987), tuy nhiên ghi nhận của chúng ngoài khơi đảo La Blanquilla, Venezuela là hợp lệ, và đã xác định chính xác là P. atrimanus. P. atrimanus sống xung quanh các rạn san hô ở các dốc ngầm khá sâu; độ sâu được ghi nhận là khoảng 25 – 79 m. Do chúng sinh sống ở đô sâu tương đối lớn nên rất khó thu thập được, vì thế phạm vi phân bố của nó có thể rộng hơn nhiều nhưng chưa được khám phá hết.

## Mô tả
P. atrimanus trưởng thành đạt kích thước khoảng 10 cm. Thân thon dài, hình điếu xì gà. Mõm ngắn, miệng lồi ra. Mẫu vật ngâm rượu có nâu vàng nhạt. Có một đốm đen lớn trên nửa dưới của vây lưng, giữa các gai thứ 2 và 5. Gốc vây ngực có một đốm đen. Vây lưng được khoét rãnh sâu. Phần xương dưới mắt linh hoạt.
Số gai ở vây lưng: 10; Số tia vây mềm ở vây lưng: 10; Số gai ở vây hậu môn: 3; Số tia vây mềm ở vây hậu môn: 6; Số tia vây mềm ở vây ngực: 17 - 18; Số lược mang: 28.
Thức ăn của P. atrimanus là những loài động vật giáp xác nhỏ. Loài này không được đánh bắt trong thương mại.